# Coprosma atropurpurea
Coprosma atropurpurea (Engels: wineberry coprosma) is een plantensoort uit de sterbladigenfamilie (Rubiaceae). Het is een zeer laaggroeiende dwergstruik die dichte lage matten of kussens vormt tot ongeveer 2 meter breed. De struik heeft kruipende en wortelende takken met een donkerbruine schors. De bladeren groeien dicht opeengepakt. Deze bladeren zijn zeer klein, smal en lichtbehaard. De struik heeft rode glanzende en bolvormige steenvruchten.
De soort komt voor op het Zuidereiland in Nieuw-Zeeland. Hij groeit daar van laaglandgebieden tot in laag-alpiene gebieden, tussen 200 en 1500 meter hoogte. De plant wordt daar aangetroffen in  veenmoerassen met kussenplanten, rivierbeddingen en open vochtige graslanden met Chionochloa-soorten en struikgewas.